# Sistema d'informazione del mercato interno
Il sistema d'informazione del mercato interno (IMI) è uno strumento elettronico concepito per migliorare la comunicazione e la collaborazione tra gli enti pubblici che operano all'interno dell'area economica europea. È stato elaborato dalla Commissione europea al fine di facilitare la cooperazione amministrativa tra gli Stati membri. L'IMI consente alle amministrazioni pubbliche a livello nazionale, regionale e locale di identificare la propria controparte negli altri Stati membri e facilitare lo scambio reciproco d'informazioni. Domande e risposte pre-tradotte e traduzione automatica rendono possibile a ciascuno Stato l'uso della propria lingua come strumento di comunicazione.

## Contesto generale
La legislazione del mercato interno dell'Unione europea richiede che le autorità competenti degli Stati membri prestino obbligatoriamente assistenza alle loro controparti all'estero e forniscano loro le informazioni necessarie. Parte della legislazione richiede anche che essi informino la Commissione europea (per esempio quando si tratta di rendere note le misure nazionali di attuazione del diritto dell'Unione europea). L'IMI è stato sviluppato per facilitare lo scambio d'informazioni su base quotidiana.
L'IMI è stato lanciato nel febbraio 2008. Lo sviluppo e la manutenzione del sistema sono stati finanziati dal programma Interoperabilità per le amministrazioni pubbliche europee (ISA) dal luglio 2010. ISA è il successore del programma IDABC che inizialmente finanziava l'IMI e dismesso il 31 dicembre 2009.
L'IMI è uno degli strumenti di governance del mercato interno. Altri strumenti simili sono La tua Europa, La tua Europa - Consulenza, SOLVIT e gli Sportelli unici.
L'IMI applica un approccio basato sulla cosiddetta privacy by design – che integra il rispetto della protezione dei dati e della privacy in tutte le fasi di progettazione dell'IMI- sviluppato in collaborazione con il Garante europeo della protezione dei dati (EDPS).

## Principali attori
L'IMI è stato concepito come sistema decentralizzato e la sua implementazione rientra concretamente nella sfera di responsabilità degli Stati membri. Vi sono una serie di attori che rivestono un ruolo importante nella rete dell'IMI.

### Autorità competenti
Le autorità competenti rappresentano gli utenti finali del sistema d'informazione del mercato interno. Esse sono costituite principalmente da enti pubblici ai cui è stata affidata la responsabilità  dell'applicazione delle norme riguardanti il mercato interno. Esse possono agire a livello nazionale, regionale o locale.

### Coordinatori IMI
Per ciascuno Stato membro è previsto un coordinatore IMI nazionale (NIMIC), spesso avente sede presso un ministero o altra amministrazione centrale. Il loro ruolo è di assicurare il corretto funzionamento del sistema IMI nel proprio Stato.
I coordinatori IMI, hanno inoltre la facoltà di delegare alcune delle loro responsabilità a coordinatori supplementari, i quali, ad esempio, possono essere incaricati della gestione di una determinata area legislativa o regione geografica, tenendo conto delle strutture amministrative di ciascuno Stato membro.

### Commissione europea
La Commissione europea è responsabile per la manutenzione e lo sviluppo dello strumento, del servizio di assistenza e della formazione. La stessa gestisce e favorisce la comunicazione tra i coordinatori IMI, promuove l'ulteriore espansione del sistema e presenta relazioni scritte in merito al funzionamento dello stesso.

## Flussi di lavoro dell'IMI
La varietà dei flussi di lavoro offerti da parte di IMI ai propri utenti mira ad agevolare diverse forme di collaborazione amministrativa tra gli Stati membri che operano all'interno dell'area economica europea.

### Richiesta d'informazioni
Quando un'autorità competente ha bisogno d'informazioni da parte di una controparte estera, essa può inviare una richiesta di informazioni. Questo meccanismo di scambio si basa su elenchi di domande e risposte preventivamente tradotte e disponibili in tutte le lingue dell'Unione europea. È inoltre possibile allegare documenti in formato elettronico. Le autorità competenti direttamente coinvolte in uno scambio d'informazioni sono le sole ad avere accesso al contenuto dello stesso. Un esempio pratico di una tale richiesta d'informazioni potrebbe essere rappresentata dal caso di un insegnante tedesco che desidera svolgere la sua attività pedagogica in Portogallo. A questo fine l'autorità portoghese ha la necessità di verificare l'autenticità del diploma inviato dal professore richiedente. A questo punto, l'autorità portoghese può utilizzare il sistema IMI per inviare una richiesta d'informazioni all'autorità omologa in Germania. Quest'ultima può accettare la richiesta e inviare una risposta all'autorità portoghese. Grazie a questionari predisposti con domande e risposte pre-tradotte, entrambe le autorità possono agevolmente comunicare nella propria lingua madre.

### Notifiche
Le notifiche sono scambi d'informazioni del tipo uno-a-molti, tramite i quali le autorità possono inviare segnalazioni o notifiche formali a una o più autorità competenti e alla Commissione europea. Ad esempio, la direttiva sui servizi nel mercato interno, prevede che gli Stati membri debbano mutualmente segnalare potenziali pericoli alla salute e alla sicurezza delle persone o dell'ambiente, derivanti dalla prestazione di servizi.

### Archivi informativi
Gli archivi informativi del sistema IMI sono banche dati che conservano informazioni specifiche relative a talune aree tematiche. Un esempio di tale forma di archivio è rappresentato dall'elenco generale dei registri professionali e commerciali tenuti dalle autorità competenti nell'intera area economica europea. Questo elenco è munito di funzioni di ricerca multilingue. Il contenuto di un archivio può essere accessibile sia a un gruppo ristretto di autorità competenti che alla totalità degli utenti del sistema IMI.

## Quadro normativo
IMI è impiegato all'interno dell'area economica europea al fine di promuovere la cooperazione amministrativa tra gli Stati membri, conformemente al disposto della direttiva sul riconoscimento delle qualifiche professionali (2005/36/EC), della direttiva sui servizi del mercato interno (2006/123/EC) e, a titolo sperimentale, dalla direttiva sul distacco dei lavoratori. Il sistema continua la propria espansione, al fine di servire nuove aree legislative come, ad esempio, il regolamento relativo trasporto transfrontaliero professionale su strada di contante in euro tra Stati membri dell'area Euro e la direttiva sui diritti dei pazienti relativi all'assistenza sanitaria transfrontaliera.
IMI si propone di diventare un set flessibile di strumenti al servizio della cooperazione amministrativa, contribuendo al miglior governo del mercato interno.
Il regolamento IMI entrato in vigore nel dicembre 2012 è una legge dell'Unione europea che stabilisce un esauriente quadro giuridico per l'IMI. Esso dispone una serie completa di regole per il trattamento dei dati personali in IMI e prescrive un metodo per future estensioni di IMI a nuove aree di politiche comunitarie.